# Ifeoma Aggrey-Fynn
Ifeoma Iphie Aggrey-Fynn (mất ngày 2 tháng 6 năm 2015), được biết đến với cái tên đơn giản nhất là Iphie, là một nhân vật truyền thông, nhà văn và diễn giả cộng đồng người Ghana – Nigeria.

## Đầu đời và giáo dục
Aggrey-Fynn sinh ra từ một người cha Ghana và một người mẹ Nigeria. Cô được nuôi dưỡng và giáo dục ở Nigeria. Bà theo học tại Đại học bang Abia, và đã tốt nghiệp chuyên ngành Ngôn ngữ học và Truyền thông.

## Sự nghiệp
Sự nghiệp phát thanh truyền hình của Aggrey-Fynn bắt đầu với tư cách là người dẫn chương trình truyền hình vào năm 2003. Sau khi gia nhập Silverbird Communications vào năm 2009, cô được chuyển sang làm việc tại Rhy tiết 95.7 FM và Silverbird tivi ở Awka. Ở đây, cô đã tổ chức các chương trình phát thanh và truyền hình bao gồm Nhịp điệu & Tâm hồn, Vibl Vibes và E-Merge trước khi chuyển sang đài Rhy 93.7 FM Port Harcourt.
Cô cũng từng là người ba lần dẫn chương trình của cuộc thi sắc đẹp Hoa hậu đồng bằng châu thổ Nigeria.

## Cái chết
Aggrey-Fynn đến thăm cha mẹ của cô tại Aba ở bang Abia. Lúc đang trên đường trở về Port Harcourt thì chiếc xe buýt cô đang đi đã bị bọn cướp có vũ trang tấn công. Trong khi tài xế chạy trốn, các tay súng đã nổ súng vào chiếc xe. Aggrey-Fynn bị trúng đạn và chết vì vết thương.
Một câu chuyện khác cho rằng bạn trai cô đã lái xe về nhà vào ngày 2 tháng 6 năm 2015. Cô đã ở Aba để gặp bố mẹ và anh chị em của mình. Khi họ đến nơi, cặp đôi đã bị các tay súng tiếp cận, họ đã bắn vào họ khi bạn trai cố gắng giảm tốc độ. Vụ nổ súng xảy ra vào khoảng 7:00 tối gần nơi cư trú của Aggrey-Fynn. Bạn trai cô đã bị bắt cóc trong khi cô nằm trên vũng máu. Hàng xóm nhận ra cô đã chuyển cô đến một bệnh viện địa phương, nơi cô được tuyên bố là đã chết khi đến nơi.